# Kathy Watt
Kathryn ("Kathy") Ann Watt OAM (Warragul, 11 september 1964) is een voormalig Australisch wielrenster. Watt won een gouden medaille op de wegrit en een zilveren medaille op de achtervolging op de Olympische Spelen van 1992 in Barcelona. Tijdens de Gemenebestspelen van 1990 won ze een gouden medaille op de wegrit en een zilveren medaille op de achtervolging. Op de Gemenebestspelen van 1994 won Watt goud op de achtervolging, de ploegentijdrit en de wegwedstrijd. Tweemaal stond Watt op het podium van Ronde van Italië voor vrouwen, ze werd derde in 1990 en tweede in 1994. Watt kondigde in 2000 aan dat ze stopte met wielrennen.
In 2003 maakte Watt een comeback met oog op de Olympische Spelen van 2004 in Athene. Ze wist zich echter niet te plaatsen voor deze Spelen. Ze won wel een zilveren medaille op de Gemenebestspelen van 2006 in Melbourne. In totaal won Watt in haar carrière als wielrenster, verdeeld over het wegwielrennen, baanwielrennen en mountainbiken, 24 nationale titels.
Na haar wielerloopbaan ging Watt zich onder meer toeleggen op de fotografie. De onderwerpen die ze uitkiest zijn er uiteenlopend, onder andere zwart-wit naaktfoto's, landschapsfotografie, portretten en sportfotografie. Watt was als fotograaf aanwezig bij de Ronde van Frankrijk in 2011. 

## Erelijst
1990
- 1e in Gemenebestspelen, wegwedstrijd
- 3e in Eindklassement Giro d'Italia Donne

1992
- 1e in Australische kampioenschappen op de weg, Elite
- 2e in Olympische Spelen, achtervolging (baan), Elite
- 1e in Olympische Spelen, wegwedstrijd

1993
- 1e in Australische kampioenschappen op de weg, Elite

1994
- 1e in Gemenebestspelen, wegwedstrijd
- 1e in Australische kampioenschappen op de weg, Elite
- 2e in Eindklassement Giro d'Italia Donne

1995
- 3e in Wereldkampioenschappen, individuele tijdrit, Elite
- 7e in Grande Boucle Féminine Internationale
- 3e in Eindklassement Masters Féminin

1996
- 2e in Australische kampioenschappen op de weg, Elite
- 9e in Olympische Spelen, wegwedstrijd, Elite
- 4e in Olympische Spelen, individuele tijdrit, Elite

1997
- 3e in Chrono Champenois-Trophée Européen

1998
- 3e in Gemenebestspelen, individuele tijdrit
- 1e in Australische kampioenschappen op de weg, Elite
- 2e in Eindklassement Tour de Bretagne
- 2e in Eindklassement Gracia Orlova

1999
- 2e in Australische kampioenschappen op de weg, Elite
- 2e in 9e etappe Women's Challenge

2003
- 3e in Chrono des Herbiers

2004
- 3e in Australische kampioenschappen, individuele tijdrit, Elite
- 2e in 1e etappe Geelong Tour
- 2e in Chrono des Herbiers

2005
- 2e in GP International Féminin 'Les Forges'
- 1e in Chrono Champenois-Trophée Européen
- 2e in Oceania Games, individuele tijdrit

2006
- 1e in Australische kampioenschappen, individuele tijdrit, Elite
- 2e in Gemenebestspelen, individuele tijdrit
- 2e in Flèche Hesbignonne

2007
- 2e in Australische kampioenschappen, individuele tijdrit, Elite
- 3e in 4e etappe Tour of Southern Grampians
- 2e in Oceania Games, individuele tijdrit
- 1e in Oceania Games, wegwedstrijd
- 1e in 1e etappe Tour de Perth
- 1e in 2e etappe Tour de Perth
- 1e in 3e etappe Tour de Perth
- 1e in 4e etappe Tour de Perth
- 1e in Eindklassement Tour de Perth
- 1e in 2e etappe Tour of Bright

2008
- 1e in 1e etappe Tour of Southern Grampians
- 3e in Eindklassement Tour of Southern Grampians
- 3e in Duo Normand
- 3e in 2e etappe Tour of Bright

2009
- 3e in Australische kampioenschappen, individuele tijdrit, Elite
- 5e in Oceania Cycling Championships, individuele tijdrit, Elite
- 1e in 1e etappe Mersey Valley Tour

## Ploegen
- 2004-Lietzsport Cycling
- 2005-USC Chirio Forno d'Asolo
- 2006-Lotto-Belisol Ladiesteam
- 2007-Lotto-Belisol Ladiesteam
- 2008-Lotto-Belisol Ladiesteam (tot 15/06)
- 2008-Team Lot-et-Garonne (vanaf 16/06)

Aunave · Baxter · De Vocht · De Vuyst · Depoorter · Dervan · Henrion · Jacotey · Pirard · Schoonbaert · Staes · van den Broeck · Van Doorslaer · Van Rie · Vardaros · Verbeke · Watt
I.Beyen · L.Beyen · Boyd · Bras · Carrigan · De Merlier · De Vocht · De Vuyst · Decroix · Delfosse · Depoorter · Dervan · D'Hamecourt · Druyts · Du Toit · Duprez · Hierckens · Lanssens · Llaca · Schoonbaert · Steenssens · Torsius · Van Doorslaer · Van Geyt · Verbeke · Verstraete · Watt · Wright
Carrigan · Decroix · Delfosse · Depoorter · Du Toit · Goor · Koedooder · Lanssens · Mackie · Paskin · Schoonbaert · Silversides · Torp · Van Doorslaer · Verbeke · Watt
1984: Connie Carpenter-Phinney ·
1988: Monique Knol ·
1992: Kathy Watt ·
1996: Jeannie Longo ·
2000: Leontien van Moorsel ·
2004: Sara Carrigan ·
2008: Nicole Cooke ·
2012: Marianne Vos ·
2016: Anna van der Breggen ·
2020: Anna Kiesenhofer ·
2024: Kristen Faulkner